# Pándy-Reaktion
Die Pándy-Reaktion ist ein nach dem Budapester Psychiater und Neurologen Kálmán P. Pándy (1868–1944) benannter unspezifischer Test zum Nachweis von Globulinen im Nervenwasser. Hierbei werden in einen Milliliter Pándy-Reagens (wassergesättigtes Phenol) einige Tropfen Nervenwasser gegeben.